# 音久無
音 久無（おと ひさむ、4月22日 - ）は、日本の漫画家。東京都出身。白泉社の漫画雑誌『花とゆめ』で主に作品を発表している。代表作は『花と悪魔』、『黒伯爵は星を愛でる』。ペンネームの由来は「音」は同姓の野球選手より、「久無」は好きな英単語の「CUBE」からの当て字である。

## 来歴
2004年、「ヒトサンマルマル」がビッグチャレンジ賞で準入選を受賞。同年、『ザ花とゆめ』（白泉社）に掲載された「兎の仮面の男」にてデビュー。以後、『花とゆめ』（白泉社）および『ザ花とゆめ』にて執筆活動を展開。福山リョウコのアシスタントをしていたことがある。

## 作品リスト

### 連載、不定期掲載
- 黄色いイス（『花とゆめ』2005年10号 - 2007年4号）
- 花と悪魔（『花とゆめ』2007年8号 - 2010年24号）
- 女王様の白兎（『花とゆめ』2011年17号[4] - 2012年14号）
- 黒伯爵は星を愛でる（『花とゆめ』2014年1号[5] - 2018年9号[6]）
- 執事・黒星は傅かない（『花とゆめ』2019年1号[7] - 2022年23号[8]）
- 狼皇子と嘘つきな結婚（『花とゆめ』2024年14号[9] - ）

### 読み切り
- ヒトサンマルマル（『ザ花とゆめ』2004年8月1日号） - 投稿作、『さよならチョコレート』に収録。
- 兎の仮面の男（『ザ花とゆめ』2004年10月1日号） - デビュー作[1]。
- 多彩信号（『花とゆめ』2005年1号） - 『さよならチョコレート』に収録。
- 未完成ヒーロー（『ザ花とゆめ』2005年2月1日号）
- さよならチョコレート（『ザ花とゆめ』2005年4月1日号） - 『さよならチョコレート』に収録。
- 閉篭姫（『ザ花とゆめ』2005年6月1日号）
- 夏眠日和（『ザ花とゆめ』2005年8月1日号、『ザ花とゆめ』2006年9月25日号） - 『さよならチョコレート』に収録（第1話のみ）。
- 花鳥風月（『ザ花とゆめ』2006年2月1日号）
- 學舎王子（『ザ花とゆめ』2006年4月1日号）
- 三島古書店浪漫譚（『別冊花とゆめ』2006年12月号） - 『さよならチョコレート』に収録。
- スカイフライポストマン（『ザ花とゆめ』2007年7月25日号）

### 書籍
- 『花と悪魔』、白泉社〈花とゆめコミックス〉2008年 - 2011年、全10巻
- 『さよならチョコレート』白泉社〈花とゆめコミックススペシャル〉2012年、短編集
- 『女王様の白兎』、白泉社〈花とゆめコミックス〉2012年、全3巻
- 『黒伯爵は星を愛でる』、白泉社〈花とゆめコミックス〉2014年 - 2018年、全12巻
- 『執事・黒星は傅かない』、白泉社〈花とゆめコミックス〉2019年 - 2023年、全11巻
- 『狼皇子と嘘つきな結婚』、白泉社〈花とゆめコミックス〉2024年 - 、既刊3巻（2025年8月20日現在）
  1. 2024年11月20日発売[10][11]、ISBN 978-4-592-22507-2
  2. 2025年4月18日発売[12]、ISBN 978-4-592-22528-7
  3. 2025年8月20日発売[13]、ISBN 978-4-592-22542-3

## アシスタント
- 茂呂おりえ[要出典]